# Jamy (województwo łódzkie)
Jamy – wieś w Polsce położona w województwie łódzkim, w powiecie łęczyckim, w gminie Grabów. Położona na granicy województw, wśród pól i lasu smardzewskiego. Liczy 6 domostw - gospodarstw rolnych. 
W latach 1975–1998 miejscowość administracyjnie należała do województwa konińskiego.